# Sim Tower
Sim Tower (jap. Originaltitel The Tower) ist ein Computerspiel der japanischen Firma OPeNBook, die das Spiel im Juli 1994 in Japan für den Macintosh veröffentlicht hat. Das grundlegende Spielprinzip, die Organisation eines komplexen Aufzugssystems, wurde 1993 vom Entwickler Yutaka „Yoot“ Saito erdacht. Der US-amerikanische Spieleentwickler Maxis erwarb im Anschluss daran die Lizenz am Spiel und veröffentlichte im November 1994 die lokalisierte Windows-Portierung des Spiels.
Inhalt des Spiels ist es, ein Hochhaus zu entwerfen, das sowohl seine Bewohner zufriedenstellt als auch wirtschaftlich ist. Wesentlich für das Wachstum des Hochhauses ist dabei ein funktionierendes Transportsystem. Auszeichnung für die Bemühungen erhält der Spieler in Form von Sternen, die die Auswahl an Einrichtungen vergrößern.
Der Spieler erweitert das Gebäude um Einrichtungen wie Büros und Wohnungen sowie Hotelzimmer und Einkaufsbereiche. Im Untergeschoss kann er beispielsweise Parkplätze und eine U-Bahn-Station errichten. Eine Reihe von unerwarteten Ereignissen, wie etwa eine Bombendrohung oder ein Brand, beeinflussen den Spielverlauf. Des Weiteren muss der Spieler eine Transportregulierung konzipieren, um die Wartezeiten an Fahrstühlen so gering wie möglich zu halten.
Im März 1996 erschien das Spiel in Japan auf der Plattform 3DO in einer teilweise veränderten Fassung. 1998 veröffentlichten Sega und Yoot Saito den inoffiziellen Nachfolger Yoot Tower. 2004 wurde der Klon Tower Mogul für den Pocket PC auf den Markt gebracht. Das Original wurde unter dem Namen The Tower SP 2005 in Japan und 2006 in den USA nochmals für den Handheld Game Boy Advance aufgelegt. Im Juni 2008 ist eine Neuauflage des Spiels, unter dem Namen The Tower DS, in leicht veränderter Form für den Nintendo DS erschienen.

## Grundidee und Entwicklung
Die Idee, eine Hochhaus-Simulation zu entwickeln, entstand zunächst aus dem Wunsch, komplexe Aufzugsysteme verstehen zu können. So ging der Erfinder und Entwickler Yoot Saito Anfang der 1990er Jahre der Frage nach, wie Aufzüge funktionieren und in einem Zeitplan miteinander kombiniert werden können. Yoot Saito zur Entstehung der Grundidee:

„Daraufhin begann ich, mit meinem Partner und Programmierer Abe das Projekt zu entwickeln, das jetzt unter dem Namen SimTower bekannt ist. Im Verlauf der Arbeiten entdeckten wir, wieso es keine Bücher zu dem Thema gab - die Bewegungen eines Aufzugs sind wie Tanzschritte, mit Worten allein kaum zu beschreiben.“

Yoot Saito fand Gefallen am zuvor erschienenen Städtebau-Simulator SimCity. Er selbst beschreibt sich als Simulations-Fan, der wenig Interesse an Actionspielen habe. Wichtiger seien für ihn Spiele, in deren Mittelpunkt nicht ein einzelner Held, sondern eine große Zahl von Menschen ständen.
Des Weiteren dachte der Entwickler dem Spiel eine Art „Vermittlungsrolle“ zwischen dem Westen und Japan zu, um Konflikte und Missverständnisse zwischen diesen beiden Teilen der Erde zu beseitigen. Veraltete Klischees und Vorurteile, wie die abwertende Bezeichnung von Japanern als „Samurai“ oder „Kamikaze-Helden“, sollten auf diesem Weg ausgeräumt werden und das wahre Gesicht des Landes zeigen.
Sim Tower stellt eines der vielen Spiele dar, das im Rahmen der bekannten Sim-Reihe (auch Sim-Line) von Maxis veröffentlicht wurde. Den Anfang machte 1989 SimCity, das eine Vielzahl von Fans begeistern konnte. In den folgenden Jahren wurden weitere Simulationen entwickelt, darunter auch SimEarth (1990), SimAnt (1991) und SimCity 2000 (1993). Im Jahr 1994 wurden die Spiele Sim Tower und SimHealth in den Handel gebracht.
Sim Tower selbst blieb in der Sim-Reihe eine Einzelerscheinung und wurde nicht wie andere Spiele (SimCity oder Die Sims) mehrere Male neu aufgelegt oder erweitert.

## Grafik und Sound
Zur Anwendung kommt eine zweidimensionale Rastergrafik mit SVGA-Grafik im 256-Farben-Modus. Als eines der wenigen kommerziellen Spiele nutzt es die Grafik-Schnittstelle WinG. Die Benutzeroberfläche besteht aus der eigentlichen Spielfläche, der Werkzeugleiste, dem Info-Fenster sowie dem Dropdown-Menü. Ferner lassen sich verschiedene Fenster, wie Budget oder Aufzugssteuerung, einblenden. Ein Tiefeneindruck entsteht durch die entsprechende Gestaltung der Bauobjekte und durch die Überlagerung mit Aufzügen und (Roll-)Treppen. Im Hintergrund des Hochhauses befindet sich eine Hochhaus-Skyline sowie der Himmel.
Der Spiel-Sound besteht aus einer Hintergrundmusik und einzelnen Spiel-Geräuschen. Letztere wurden so gewählt, dass ein möglichst realistisches Geräusch abgespielt wird. Beide wurden unverändert aus der japanischen Version übernommen. Eine Besonderheit stellt das Glockenläuten am Ende eines Jahres dar, wobei es sich um das gleiche Glockenläuten wie in dem Film Lichter der Großstadt mit Charlie Chaplin handelt.

## Spielablauf

### Spielziel
Das Spiel besitzt kein fest definiertes Spielziel. Der Spieler konzentriert sich darauf, die Herausforderungen des Spielablaufs zu bewältigen und die Bewohner des Hochhauses zufriedenzustellen. Kommt der Spieler diesen Aufgaben nach und erweitert er die Ausstattung des Hochhauses entsprechend, so können zusätzliche Auszeichnungen in Form von Sternen erworben werden.
Je nach Einwohnerzahl und vorhandenen Einrichtungen können vom Spieler unterschiedliche Auszeichnungen erworben werden. Einmal erhaltene Auszeichnungen verfallen nicht. Nachfolgende Tabelle stellt die fünf möglichen Auszeichnungen dar:
| Ein Stern   | Zu Beginn des Spiels erhält jedes Hochhaus einen Stern. Damit sind grundlegende Einrichtungen verfügbar und ermöglichen das Errichten eines kleinen Hochhauses.                                                                                                 |
| Zwei Sterne | Zwei Sterne können erworben werden, wenn das Hochhaus 300 Einwohner erreicht. Anschließend kann der Spieler das Hochhaus um Hotelzimmer und Service-Einrichtungen erweitern.                                                                                    |
| Drei Sterne | Drei Sterne werden vergeben, wenn die Bewohnerzahl 1.000 überschreitet und sich mindestens ein Überwachungsraum im Hochhaus befindet. Die Auswahl an Einrichtungen wird unter anderem um Läden, Restaurants und ein Parkhaus ergänzt.                           |
| Vier Sterne | Ist die Bewohnerzahl auf über 5.000 gestiegen und sind die Einrichtungen Hotel-Suite, Recycling-Center und Arztpraxis im Hochhaus untergebracht, können vier Sterne vergeben werden. Des Weiteren ist eine positive Bewertung eines zufriedenen VIPs notwendig. |
| Fünf Sterne | Die Auszeichnung mit fünf Sternen setzt das Vorhandensein einer U-Bahn-Station und 10.000 Bewohner voraus. Der Spieler hat zusätzlich die Möglichkeit, auf der Spitze des Hochhauses (100. Stockwerk) eine Kapelle zu errichten.                                |
Die höchste Auszeichnung "Tower" setzt 15.000 Bewohner (während eines Gottesdienstes) voraus.

### Spieleinrichtungen
Dem Spieler stehen eine Reihe von Spieleinrichtungen zur Auswahl, die er im Hochhaus einfügen kann. Voraussetzung dafür sind ausreichende finanzielle Mittel und die Verfügbarkeit der Einrichtung durch eine entsprechende Auszeichnung. Einige Einrichtungen sind in ihrer Anzahl begrenzt oder können nach dem Einbau nicht mehr entfernt werden.

#### Lobbys und Sky-Lobbys
Grundlegend für den horizontalen und vertikalen Verkehr im Hochhaus sind die Transporteinrichtungen. Basis des Hochhauses bildet die Lobby, die als Eingangshalle dient. Sie erstreckt sich standardmäßig über eine Ebene. Es lassen sich aber auch großzügige Lobbys über zwei oder drei Etagen errichten, indem beim Bau des ersten Lobby-Segments die Control- beziehungsweise Shift-Control-Taste gedrückt gehalten wird. Da die Höhe der Lobby über die gesamte Turmbreite einheitlich bleibt, sollte dabei beachtet werden, dass höhere Lobbys auch doppelte beziehungsweise dreifache Bau- und Unterhaltskosten nach sich ziehen.
Weiterhin lassen sich sogenannte Sky-Lobbys in jedem 15. Stockwerk als Umsteigemöglichkeit errichten.

#### Treppen und Rolltreppen
Treppen und Rolltreppen eignen sich aufgrund ihrer geringen Betriebskosten für kurze Beförderungswege. Für den gesamten Turm besteht ein Limit von zusammen 64 Treppen und Rolltreppen.
Während sich Treppen zwischen beliebigen Etagen platzieren lassen, sind Rolltreppen offiziell nur für Lobbys und kommerziell genutzte Einrichtungen (Shops, Restaurants etc.) möglich. Durch einen Trick (oder Bug) können aber beliebige Einrichtungen (auch Büros, Eigentumswohnungen und Hotels) in den Genuss von Rolltreppen kommen. Die Rolltreppe muss hierfür zuerst (auf den leeren Flur) platziert werden. Das Spiel unterbindet den anschließenden Bau von Büros, Eigentumswohnungen oder Hotelzimmern an bereits bestehenden Rolltreppen nicht (sehr wohl aber umgekehrt).

#### Aufzüge
Aufzüge sind das wichtigste Transportmittel im Spiel und nach Rolltreppen die zweitbevorzugte Lösung, mit der sich die Bewohner zwischen den Etagen bewegen. Die Bewohner warten an Aufzügen auf die nächste freie Kabine und werden umso gestresster, je länger sie warten müssen.
Es gibt drei Arten an Aufzügen: Standard-Aufzüge und Express-Aufzüge dienen den Bewohnern zum Wechsel zwischen Etagen. Service-Aufzüge werden ausschließlich vom Service- und Reinigungspersonal verwendet. Die Bewohner können sie nicht nutzen. Allen Aufzügen ist gemeinsam, dass sie mittels einer komplexen Steuerung den Mobilitätsbedürfnissen angepasst werden können. Ebenso können bei allen Aufzugtypen bis zu 8 Kabinen gleichzeitig im selben Schacht fahren.
Jede Aufzugkabine hat eine zugewiesene und änderbare Warte-Etage. Das ist diejenige Etage, zu der die Kabine bei Nichtbenutzung automatisch zurückkehrt, um auf weitere Fahrgäste zu warten. Es kann auch mehrere Kabinen dieselbe Warte-Etage zugewiesen werden. Ruft ein Bewohner den Aufzug, wird zuerst geprüft, ob bereits eine andere Kabine in die gewünschte Beförderungsrichtung unterwegs ist. Befindet sich eine solche innerhalb der Etagenzahl, die in der Einstellung "Wartende Kabine spricht an" (englisch "Waiting Car Response") gewählt ist, dann übernimmt diese fahrende Kabine die Beförderung der wartenden Passagiere. Andernfalls wird eine neue freie Kabine zu den wartenden Fahrgästen losgeschickt. Ein ankommender Aufzug wartet zudem die "Standardabfahrzeit" ("Standard Floor Departure") ab, um weitere Fahrgäste mitzunehmen, bevor er die Fahrt fortsetzt.
Die Einstellungen der Aufzüge lassen sich getrennt nach Wochentag und Wochenende konfigurieren. Zusätzlich werden einzelne Zeitfenster unterschieden: 07:00 bis 12:00 Uhr (Büroangestellte auf dem Weg zur Arbeit, abreisende Hotelgäste), 12:00 bis 12:30 Uhr (Büroangestellte auf dem Weg zum Schnellimbiss während der Mittagspause, auswärtige Gäste auf dem Weg zu Schnellimbissen), 12:30 bis 13:00 Uhr (Büroangestellte auf dem Rückweg von der Mittagspause ins Büro), 13:00 bis 17:00 Uhr (Nachmittagsbetrieb), 17:00 bis 21:00 Uhr (Büroangestellte haben Feierabend, Hotelgäste reisen an), sowie 21:00 bis 07:00 Uhr (Nachtzeitraum).
Standard- und Service-Aufzüge befördern maximal 21 Personen pro Kabine und sind auf eine Maximallänge von 30 Etagen beschränkt. Da sich die erste Lobby auf Etage 1 befindet, kann ein Standard-Aufzug deshalb von Etage 1 bis 30 reichen, aber oberhalb davon beispielsweise von der Sky-Lobby auf Etage 15 aus nur bis Etage 44, und nicht bis zur Sky-Lobby auf Etage 45.
Express-Aufzüge sind erst ab einer 3-Sterne-Bewertung des Turms möglich. Sie verfügen über die doppelte Kapazität, halten aber nur an Lobbys und Sky-Lobbys sowie in allen unterirdischen Etagen. Sie sind in ihrer Länge nicht beschränkt.

#### Büros
Büros sind die Arbeitsplätze der Bewohner. Büroangestellte fühlen sich durch den Lärm benachbarter Unterhaltungseinrichtungen (z. B. Kino, Party-Saal) gestört. Umgekehrt erzeugen Büroräume auch selbst Lärm, der Nachbarn in Eigentumswohnungen oder Hotelzimmern unter Stress setzt. Büroräume sollten deshalb vorzugsweise zu Bürokomplexen gebündelt werden, was aber hohe Anforderungen an das Aufzugssystem stellt.
Die Büroangestellten verfügen über einen festen Zeitplan. Sie kommen an Werktagen ab 07:00 an ihren Arbeitsplatz, machen zwischen 12:00 und 13:00 Uhr Mittagspause und gehen ab 17:00 Uhr nach Hause. An Wochenenden haben sie frei. Ihr Mittagessen nehmen sie bevorzugt in einem der nächst tiefer gelegenen Schnellimbisse ein. Deshalb ist es von Vorteil, Büroräume und Schnellimbisse nah beieinander zu bauen. Um die Beförderungslast der Aufzüge zu reduzieren, werden oftmals je drei Büroetagen oberhalb einer Lobby und Schnellimbisse in der Etage direkt unter der Lobby errichtet und mittels Treppen verbunden.
Zu weit entfernte Treppen oder Aufzüge sorgen für zusätzlichen Stress bei den Angestellten. Die Büromitarbeiter erwarten eine Beförderungsmöglichkeit nach längstens 79 Segmenten (ein Büro ist 9 Segmente lang).
Büroräume werden vermietet. Die Mieteinnahmen werden an jedem ersten Werktag im Quartal morgens um 05:00 Uhr gebucht. Es findet sich gewöhnlich kein Nachmieter für Büroräume, den die Mieter wegen unzumutbarer Bedingungen (schlecht ausgebautes Beförderungssystem, zu laute Nachbarn, zu teure Miete etc.) verlassen haben. Das Büro muss abgerissen und neu gebaut werden, um die schlechte Bewertung zurückzusetzen.

#### Eigentumswohnungen
Im Gegensatz zu Büros werden Eigentumswohnungen nicht vermietet, sondern verkauft. Danach bringen sie keine Einnahmen mehr. Zu beachten ist, dass dauerhaft unzufriedene Eigentümer irgendwann ausziehen. Dabei erhalten sie den vollen Kaufpreis der Wohnung zurück, unabhängig davon, ob beim Turmherr genügend Kapital vorhanden ist oder nicht. Geschieht das in größerem Stil, kann der Spieler so weit ins Minus geraten, dass er zu verschuldet ist, um das Spiel noch fortsetzen zu können.
Die Käufer ziehen erst dann in eine Eigentumswohnung ein, wenn sie an das Transportnetz angeschlossen ist – dann aber faktisch sofort. Da sich der Kaufpreis einer verkauften Wohnung nicht mehr ändern lässt, sollte er folglich (sofern gewünscht) angepasst werden, solange es noch keinen Zugang zur Wohnung gibt. Alternativ können Eigentumswohnungen auch nachts in der Zeit zwischen 21:00 und 07:00 Uhr gebaut werden, da sie in diesem Zeitraum nicht verkauft werden. Bei der Platzierung von Wohnungen sollte auf einen ausreichenden Abstand zu lauten öffentlichen Einrichtungen (z. B. Kino, Party-Saal) geachtet werden – auch vertikal. An Büros können sie dagegen vertikal direkt angrenzen, nicht aber horizontal.
Wie bei Büroräumen finden sich auch für schlecht bewertete Eigentumswohnungen, die die Vorbesitzer verlassen haben, keine Käufer. Um die schlechte Bewertung loszuwerden, müssen sie abgerissen und neu errichtet werden.
Wer auf Vorrat Eigentumswohnungen baut, ohne sie an das Beförderungssystem anzuschließen, um sie erst zu einem späteren Zeitpunkt zu verkaufen, sollte sich dessen bewusst sein, dass sich im Falle einer Bombendrohung "Obdachlose" in leere Eigentumswohnungen dauerhaft einnisten können. Die Wohnung erhält die schlechteste Bewertung "unzumutbarer Zustände" und der Spieler ist gezwungen, die noch nicht verkaufte Wohnung zum vollen Preis zurückzukaufen.

#### Hotel
Zusätzliche Einnahmen lassen sich durch Einkünfte aus Hotelübernachtungen erzielen. Der Spieler kann zwischen den Einrichtungen Einzelzimmer (ab einer 2-Sterne-Auszeichnung des Turms), Doppelzimmer und Suiten (jeweils ab 3 Sternen) auswählen. Suiten bedienen die Wünsche der reichen Hotelgäste. Sie erwarten bei der Ankunft das Vorhandensein eines Parkplatzes. Zudem muss vom Parkplatz zur Suite eine Aufzugverbindung mit maximal einem Umstieg bestehen. Für höher gelegene Suiten bedeutet das, dass ein Express-Aufzug in den Parkplatz-Etagen halten muss.
Die Hotelgäste reisen abends ab 17:00 Uhr an und am nächsten Tag zwischen 07:00 und 12:00 Uhr wieder ab. Nachdem der Gast das Zimmer verlassen hat, wird der Übernachtungspreis gebucht und das Zimmer ist vom Servicepersonal zu reinigen. Die Hausreinigung stellt Reinigungskräfte zur Verfügung, die sich den schmutzigen Hotelzimmern widmen. Für Hotelzimmer, bei denen nicht auch auf derselben Etage eine Hausreinigung errichtet wurde, sind zwingend Service-Aufzüge vonnöten, da die Reinigungskräfte das Zimmer ansonsten nicht erreichen können. Bleiben Zimmer über einige Tage schmutzig, so kann Ungeziefer im Zimmer auftreten und es unbrauchbar machen. Reinigungskräfte arbeiten längstens bis 17:00 Uhr, beginnen aber nach 16:30 Uhr nicht mehr mit der Reinigung eines neuen Zimmers.
Bei der Platzierung von Hotelzimmern ist zu beachten, dass Hotelgäste von zu hohen Preisen und Nachbarschaftslärm abgeschreckt werden. Eine einmal errichtete Hausreinigung kann nicht mehr abgerissen werden – diese Einrichtung sollte also wohlbedacht platziert werden.

#### Weitere Einrichtungen
Parkrampen und Parkplätze bieten den Mietern und Hotelbesuchern die Möglichkeit, ihre Fahrzeuge abzustellen. Der Bau einer U-Bahn-Station bringt viele zusätzliche Besucher in das Hochhaus, die in die umliegenden Geschäfte und Restaurants strömen.
Neben Gastronomieeinrichtungen wie Schnellimbiss oder Restaurant besteht die Möglichkeit, Geschäfte im Hochhaus zu platzieren. Besonders am Wochenende kommen vermehrt Besucher von außerhalb und halten sich in den Einkaufsbereichen auf.
Zu den Freizeiteinrichtungen zählen das Kino sowie der Party-Saal. Das Kino lockt Besucher in das Hochhaus, die nach der Vorstellung zum Einkaufen oder zum Essen gehen. Die Krönung des Hochhauses stellt die Kapelle dar. Dort findet am Wochenende ein Gottesdienst statt und in unregelmäßigen Abständen wird eine Trauung vollzogen.
Das Recycling-Center dient dazu den Abfall aufzunehmen, der von den Bewohnern produziert wird. Die Erste-Hilfe-Station sowie das Sicherheitsbüro stellen die Bedürfnisse der Bewohner hinsichtlich ärztlicher Betreuung und Sicherheit zufrieden. Im Fall eines Brandes oder einer Bombendrohung kommen diese Einsatzkräfte zum Einsatz.

### Spielmechanismen
Die Zeitrechnung des Spiels ist in stark gestraffter Form dargestellt. Sie gliedert sich in Tage, Vierteljahre (so genannte „Quartale“) und Jahre. Der Tag besteht aus 24 Stunden, wobei die Simulation sechs verschiedene Tagesphasen berechnet. Dem Spieler wird der natürliche Tagesrhythmus mittels Sonnenauf- und Sonnenuntergang verdeutlicht. Das Vierteljahr setzt sich aus zwei Wochentagen und einem Wochenendtag zusammen. Vier Quartale ergeben wiederum ein Jahr, dessen Ende am Glockenläuten erkennbar ist.
Jede Person, die sich im Hochhaus befindet, besitzt einen eigenen Stress-Pegel. Dem Spieler wird der Stress-Pegel über eine Färbung (von schwarz nach rot bei zunehmendem Stress-Pegel) der Person mitgeteilt. Dieser Pegel wird durch die Aufenthaltsqualität (Umgebungslärm) beziehungsweise Beförderungsqualität (Wartezeiten) beeinflusst. Mieter, die über eine längere Zeitspanne eine rote Färbung besitzen, werden unzufrieden und kündigen bei der nächsten Gelegenheit den Mietvertrag.

### Spielereignisse
Sogenannte Spielereignisse können zu einem festen Zeitpunkt oder zufällig eintreten und gestalten den Spielverlauf abwechslungsreich. Bei einer Bombendrohung stellt sich dem Spieler die Wahl, entweder die geforderte Geldsumme zu bezahlen oder das Sicherheitspersonal nach der Bombe suchen zu lassen. Auch kann ein Brand zufällig auftreten und etliche Einrichtungen zerstören, wenn er nicht rasch eingedämmt wird. Hierzu kann entweder das Sicherheitspersonal herangezogen oder ein Löschhubschrauber beauftragt werden.
Am Ende jeden Jahres fliegt der Weihnachtsmann in der Nacht mit seinem Schlitten durch das Bild. Auch kann eine Hochzeit in unregelmäßigen Abständen in der Kapelle im obersten Stockwerk des Hochhauses stattfinden.
Der Besuch eines VIPs kündigt sich an, wenn die Voraussetzungen für eine Auszeichnung gegeben sind. In diesem Fall ist der VIP während seines Aufenthalts im Hochhaus zufriedenzustellen, da sonst eine Auszeichnung verwehrt wird.
Ungeziefer nistet sich ein, wenn das Reinigungspersonal die Hotelzimmer für mehrere Tage nicht reinigt. Ab und an sorgt Regenwetter für einen Rückgang von Besucherzahlen und damit für Umsatzverluste in den Geschäften und Restaurants. Ein Schatzfund ist möglich, wenn die Untergeschosse des Hochhauses erschlossen werden.

## Nachfolger
Kurze Zeit nach Veröffentlichung erschien im März 1996 das Spiel in Japan auf der Plattform 3DO. Der Spielablauf wurde unverändert übernommen, lediglich einige grafische Elemente (wie beispielsweise die Außenansicht) wurden eingefügt.
Als inoffizieller Nachfolger ist das Spiel Yoot Tower (auch Tower II) zu nennen, das auf die Elemente von Sim Tower aufbaut. 1998 von SEGA und Yoot Saito veröffentlicht, enthält es beispielsweise neue Einrichtungen und kleine Animationen. Der Spieler kann zu Beginn des Spiels den Standort des Hochhauses wählen und es während des Spielablaufs von außen betrachten. Eine Änderung des Spielablaufs oder der Grafik-Engine wurde nicht vorgenommen. Ein eingebautes Plug-In-System ermöglichte es, neue Turm-Standorte und neue Einrichtungen zu integrieren (Verkauf als sogenanntes „Tower Kit“). Die Programmierung erfolgte in C++, die Grafiken wurden mit Photoshop bearbeitet.
Trotz einigen Veränderungen konnte Yoot Tower im Vergleich mit Sim Tower wenig Neues bieten, sodass auch der inoffizielle Nachfolger schlechte Kritiken erhielt. Zu einem offiziellen Verkauf in Europa kam es nicht.
Im Jahr 2004 wurde das Spiel auf den Pocket PC übertragen und erhielt den Namen Tower Mogul. Dabei handelte es sich ausschließlich um eine japanische Klon-Version ohne die Ausführung einer Änderung. Das Original wurde 2005 in Japan unter dem Namen The Tower SP für den Handheld Game Boy Advance aufgelegt. Eine Markteinführung in den USA folgte darauf 2006.
Unter dem Namen The Tower DS wird seit Juni 2008 eine Neuauflage durch den japanischen Spiele-Hersteller DigiToys für den Nintendo DS aufgelegt. Nach Angaben des Entwicklers wird dem Spieler hinsichtlich der Standortwahl mehr Freiheit gelassen, zudem wurden neue Szenarien sowie Spielereignisse eingefügt. Ein Verkauf in den USA oder Europa ist gegenwärtig nicht geplant.
Am 5. August 2010 veröffentlichte DigiToys unter dem Namen The Tower for iPad eine Neuauflage für das Apple iPad im japanischen iTunes App-Store.
Project Highrise wird als geistiger Nachfolger angesehen.

## Auszeichnung und Kritiken
Das Spiel wurde nach seinem Erscheinen von vielen Seiten gelobt aber auch getadelt. Ein häufiger Kritikpunkt war, dass es nicht mit den bis zu diesem Zeitpunkt erschienenen Maxis-Spielen konkurrieren konnte. So schreiben beispielsweise folgende PC-Magazine:

„Ganz klar ist es eines der besseren Maxis-Programme, ohne jedoch die Klasse von SimCity 2000 zu erreichen. Aber mir macht das niedliche SimTower wesentlich mehr Spaß als manche pseudo-komplexe Wirtschaftssimulation Marke „extra dry“, bei der es nur um das stoffelige Austarieren von Zahlenkolonien geht.“

„Diesmal kann Maxis nur an den Wolken des siebten Spiele-Himmels kratzen. Inständig hoffte ich ja schon auf einen würdigen Thronfolger meines absoluten Lieblingsprogrammes SimCity 2000, doch den Gefallen haben uns die Kalifornier nicht getan.“

„Trotz der originellen Spielidee und obwohl es auch dieser Simulation keineswegs an Komplexität mangelt, lässt die Dauermotivation im Turm ein wenig zu wünschen übrig“

Das oben abgebildete Meinungsbild spiegelt auch die Erwartungshaltung vieler Simulations-Fans wider. Diese äußern sich vielfach enttäuscht, nachdem feststeht, dass Sim Tower weder die Spieltiefe, den Bedienungskomfort noch die Dauermotivation bietet, wie es zuvor die Städtebausimulatoren SimCity und SimCity 2000 getan haben. Des Weiteren wurde das fehlende Maß an Interaktion und die Qualität des Sounds kritisiert. Dennoch wurde das Spiel 1995 in der Rubrik „Best Simulation Program“ ausgezeichnet. Positiv kann bewertet werden, dass Sim Tower (und seine oben erwähnten Nachfolger) das einzige Spiel darstellt, das sich der Simulation von Hochhäusern und deren Transportsystemen widmet.
Sim Tower war neben sechs weiteren Spielen unterschiedlicher Genres Gegenstand eines Forschungsprojektes der FH Köln zum Thema „Problemlösungsprozesse im Computerspiel“. Im Rahmen einer empirischen Untersuchung wurde dort analysiert, inwiefern Computerspiele den Prozess des Problemlösens schulen. Das Ergebnis dieser Untersuchung lautet:

„SimTower bietet eine große Anzahl von Handlungs- und Entscheidungsmöglichkeiten, was vom Spieler ein hohes Maß an Konzentration und die Fähigkeit zum komplexen, vernetzten Denken verlangt. Er muss eine Strategie entwickeln, die ihrerseits vorausschauendes und kalkulatorisches Denken verlangt und erforderlich macht, die Wechselwirkungen der Elemente ebenso zu bedenken wie ökologische Zusammenhänge.“

Die verschiedenen Nachfolger, die für unterschiedliche Plattformen entwickelt wurden, erhielten keine neuen Auszeichnungen. Yoot Tower konnte aufgrund seiner verbesserten Bedienung sowie neuer Spielelemente in Japan und den USA auf sich aufmerksam machen. Dass Sim Tower dennoch nicht in Vergessenheit geraten ist, beweist der Versuch einer Neuauflage des Herstellers DigiToys im Sommer 2008.